# 2022年ワールドツアーファイナルズ
2022年ワールドツアーファイナルズ（HSBC BWF World Tour Finals 2022）は、12月7日から12月11日まで開催された、BWFワールドツアーファイナルズである。開催会場はタイのバンコクにあるニミブットスタジアム。

## 競技結果
| 種目           | 金                     | 銀                                                            | 銅                                                        |
| -------------- | ---------------------- | ------------------------------------------------------------- | --------------------------------------------------------- |
| 男子シングルス | ビクター・アクセルセン | アンソニー・シニスカ・ギンティン                              | ジョナタン・クリスティー                                  |
| 男子シングルス | ビクター・アクセルセン | アンソニー・シニスカ・ギンティン                              | 奈良岡功大                                                |
| 女子シングルス | 山口茜                 | 戴資穎                                                        | 陳雨菲                                                    |
| 女子シングルス | 山口茜                 | 戴資穎                                                        | 何冰娇                                                    |
| 男子ダブルス   | 劉雨辰 欧烜屹          | モハマド・アッサン ヘンドラ・セティアワン                     | ファジャル・アルフィアン ムハマド・リアン・アルディアント |
| 男子ダブルス   | 劉雨辰 欧烜屹          | モハマド・アッサン ヘンドラ・セティアワン                     | オン・ユーシン テオ・エーイ                               |
| 女子ダブルス   | 陳清晨 賈一凡          | ベンヤパ・エイムサード ヌンタカーン・エイムサード             | 鄭娜銀 金慧貞                                             |
| 女子ダブルス   | 陳清晨 賈一凡          | ベンヤパ・エイムサード ヌンタカーン・エイムサード             | 張殊賢 鄭雨                                               |
| 混合ダブルス   | 鄭思維 黄雅瓊          | デチャポル・プアヴァラヌクロー サプシリー・タエラッタナチャイ | タン・キャンメン ライ・ペイジン                           |
| 混合ダブルス   | 鄭思維 黄雅瓊          | デチャポル・プアヴァラヌクロー サプシリー・タエラッタナチャイ | リノフ・リファルディ ピタハニンチャス・メンタリ           |